# Tajvani férfi jégkorong-válogatott
A tajvani férfi jégkorong-válogatott Tajvan nemzeti csapata, amelyet a Tajvani Jégkorongszövetség (angolul: Chinese Taipei Ice Hockey Federation) irányít. Első mérkőzésüket 1987. március 3-án játszották. A 2017-es jégkorong-világbajnokságon csatlakoztak a nemzetközi mezőnyhöz. 2023-ban megnyerték a divízió III/A csoportot és feljutottak a divízió II/B-be. Legjobb helyezésüket 2024-ben érték el, amikor összesítésben a 39. helyen (5. hely a divízió II/B csoportban) végeztek a világbajnokságon. 

## Eredmények

### Világbajnokság
- 1987–2016 – Nem vett részt
- 2017 – 46. hely (6. a Divízió III-ban)
- 2018 – 44. hely (4. a Divízió III-ban)
- 2019 – 45. hely (5. a Divízió III-ban)
- 2020 – Törölve a Covid19-pandémia miatt[1]
- 2021 – Törölve a Covid19-pandémia miatt[2]
- 2022 – 40. hely (4. a Divízió III/A csoportban)
- 2023 – 41. hely (1. a Divízió II/B csoportban)
- 2024 – 39. hely (5. a Divízió II/B csoportban)